# Gosserrelina
Gosserrelina ou Goserelina (acetato) é um fármaco utilizado no tratamento de câncer de próstata e mama, além da endometriose e leiomioma uterino. É um inibidor da gonadotropina hipofisária, um análogo do LHRH (hormônio de liberação do hormônio luteinizante), obtido de forma sintética.
É vendido sob o nome comercial Zoladex.
Esta medicação estimula a produção destes hormônios sexuais de uma maneira não-pulsátil (não-fisiológica). Isto causa a interrupção dos mecanismos de feedback hormonal endógenos, resultando na down-regulation (diminuição) da produção de testosterona e estrógeno.